# 한국의 인형극

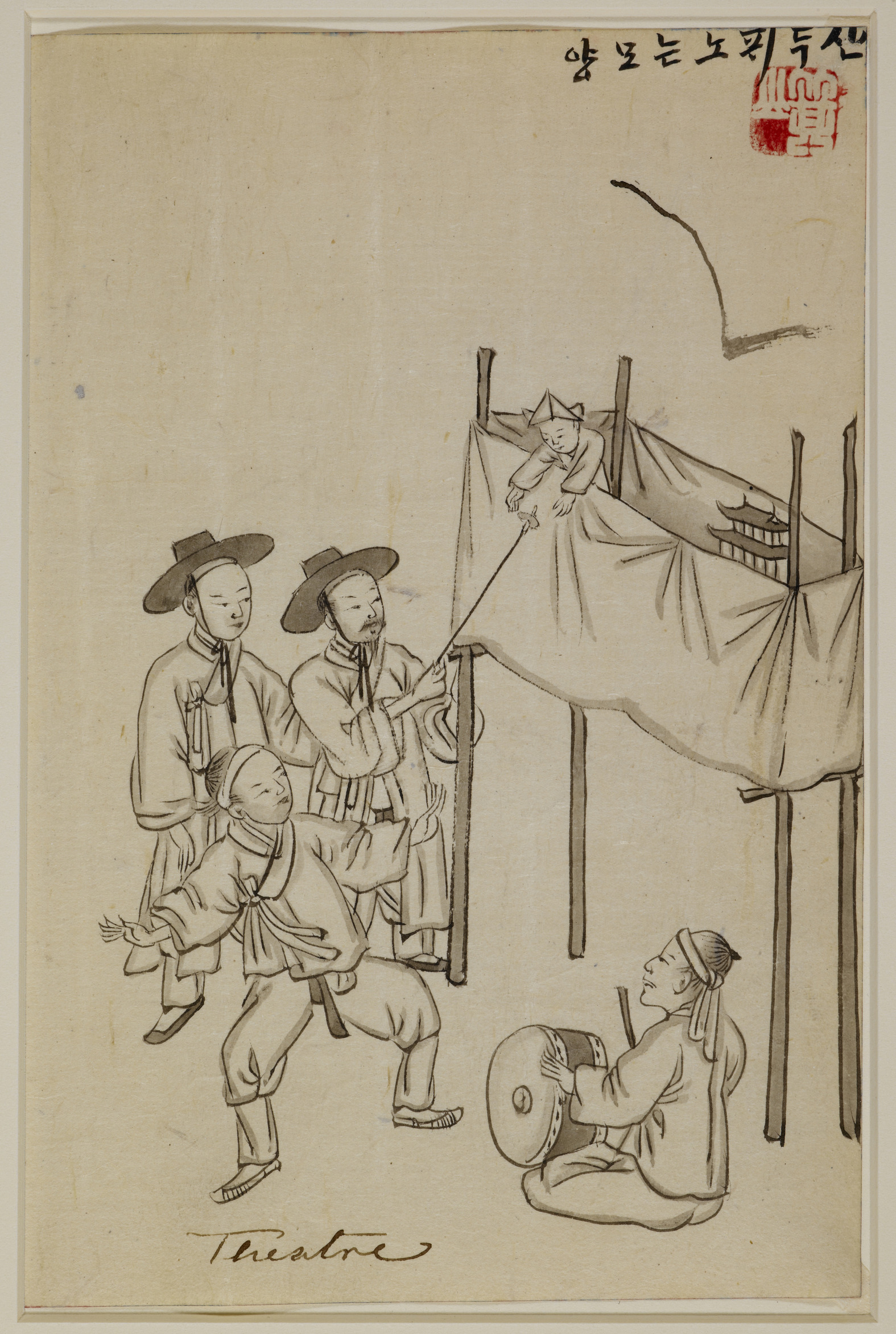
김준근이 그린 인형극 풍속화

한국의 인형극에는 문헌상에는 민속인형극인 꼭두각시놀음(덜미), 발탈, 만석중놀이 등이 전해졌으나, 일제강점기를 거치면서 '꼭두각시놀음'만 남게 되었다. 1960년 이후로 남아 있는 인형극을 무형문화재 지정하였고, 공연, 어린이 인형극 방영 등 인형극 활성화를 위한 노력이 이어졌다.

## 유래
인형의 원초적 형태를 찾는 데는 먼저 신성물인 정적(靜的) 인형을 생각하게 된다. 인간의 자기확대를 위한 소박한 창의로 해석할 수 있는 인간에 의한 조작적 우인물(偶人物)이 신앙의 대상으로 숭상되었음은 원시신앙의 단계를 볼 수 있는 하나의 보기가 되기도 한다. 신앙적·상징적 대상으로서의 우인물이라 할지라도 그것의 발전과정에서 정물(靜物)에서 동물(動物)로의 발달을 보게 되었을 것은 짐작이 가는 것으로, 이와 같은 예는 고대인형의 간단한 손발의 동작부위들로 실증된다.

## 한국 인형극의 계통
한국 인형극을 주변국가인 중국·일본 그 밖의 동남아 여러 나라의 인형극들과 비교하면 그 극형식이나 인형의 구조에 일관된 유사성이 발견된다. 중국의 인형극이 무대를 높이 만들고 사방에 투명한 유리를 두른 다음 그 속에서 조종자가 인형을 놀리는 것과, 일본의 인형무대가 난간을 만들어 포장을 치고 그 속에서 조종하고 있는 것을 보면, 한국의 민속인형극 '덜미'의 연출방식과 비슷한 동계(同系)의 것임을 알 수 있다.
이 밖에도 말의 의미나 발음상의 동일성을 들어 중국·한국·일본에서 쓰이는 명칭이 '곡독(郭禿)'·'꼭두'·'구구쓰(クグシ)'로 불리고 있음은 중국의 '곡독'에서 한국의 '꼭두'가 되고, 이것이 일본으로 건너가 '구구쓰'가 되었다는 동양 인형극의 전이과정까지를 설명하는 것으로 보는 견해가 있다. 그렇다면 한국에 전해진 중국에서 온 인형극은 중국 고유의 것이 그대로 전래한 것인가, 혹은 중국 이외의 다른 지역의 것이 중국을 거쳐서 유입된 것이냐가 문제이다. 또한 오늘날 한국에 전해오는 민속인형극이 곧바로 중국에서 온 것을 그대로 흉내내고 있는 것이냐 하는 것도 가려내야 할 일이다. 세계인형극사 및 동양의 인형극사를 다룬 전적들을 보면 중국의 인형극이란 서역계의 유입물임에 의견을 모으고 있다. 이 문제는 앞으로 더 연구되어야 할 것이지만 지금까지 나타난 자료와 문헌들에 의하면 일단 설득력이 있다고 지적된다.
한국의 경우, 삼국시대 이전까지로 소급되는 옛 문헌에 보이는 인형 및 인형놀이에 대한 기록을 토대로 추론해 보면, 고구려에까지 소상(遡上)되는 인형에 대한 문헌적 기록을 시초로, 그 후 고려·조선을 거치는 동안 어느 때부터 오늘날 놀고 있는 덜미와 같은 형식의 인형놀이가 형성되었느냐 하는 실증적 단언을 내리기는 힘들다. 오히려, 한국 민족의 자생적 필연성에 의하여 발생한 정적 또는 동적 인형이 먼저 생겨나고, 그 위에 나름의 토착적 민중의지가 첨가되어 발전하던 중에, 삼국시대 중엽 이후로부터 고려 초 이전에 걸치는 시기에 서역계의 인형극이 중국을 거쳐 들어와 그것이 기존의 인형 내지는 인형놀이와 혼합되어 오늘날과 같은 덜미의 연희 형식상(演戱形式上)의 초기적 구성을 보는 계기가 되었다고 추측할 수 있다. 그 후 민중의 모임이나 축제 등에서 놀아지다가 점차 봉건지배체제의 중앙집권화에 따라 고려 이후로는 지배층과 피지배층 사이의 대립관계의 심화에 의하여 저항적 민중연희로 발전하게 되었다. 이에 따라 그 연희자 역시 한 곳에 정착하지 못하고 유랑생활을 면치 못한 것이다.
이와 같은 형상은 조선조에 들어와 더욱 심화하여, 지배층으로부터의 직접적 박해를 받기에 이르며, 한편 일본 제국주의 세력을 포함한 일체의 외세에 의하여 조직적인 탄압을 받게 되자, 거의 조선조의 운명과 함께 쇠퇴의 길로 접어들었다. 간혹 일제 강점기 이후에도 이 놀이를 놀던 남사당 패거리가 있었지만, 역시 내외의 침탈자들에 의하여 그 내용은 왜곡·변질되고 민중놀이로서의 성격을 지키는데 큰 벽에 부딪혔다.

## 종류
한국의 전통 인형극은 기록상으로 망석중놀이(忘釋僧人形劇)나 발탈, 그림자 인형놀이, 장난감 인형놀이, 풀각시놀이 등이 다양하게 나타나고 있으나 거의 인멸되어 볼 수 없게 되었다.
지금 이 시기에 한국 민속인형극의 종류를 들자면 덜미(꼭두각시놀음) 하나밖에 없다. 이 밖에도 망석중놀이나 장난감인형놀이를 들 수 있지만, 이것들은 연극으로 발전하는 과정의 것으로 보일 뿐 극(劇)으로서의 체계를 전하지는 못하고 말았다. 더욱이 이것들은 지금은 거의 인멸되어 버려 찾아볼 수도 없게 된 형편이다.
끝으로 부언하여 둘 것은 많은 학자들에 의하여 인형극과 가면극의 선후문제와 발생지로서의 동·서양이 엇갈리고 있으나 이는 끝내 병립에 그칠 문제로서 한 문화현상의 발상이란 반드시 획일적인 것이라기보다는 동류(同類)·동시(同時) 발원성(發源性)이 감안된 것이라 하겠다. 이와 같은 근거에서 '한국 인형극의 서역계 유입설'이 유력하고 그 시원을 고구려 쯤으로 잡는 것이 근간의 의견이다.
각 민족 간에는 서로 다른 민족 고유의 유희본능에 의한 연극적 요소에서 발생한 인형놀이가 있는 것으로서 우리의 경우 토착적 각시놀이 등이 후에 상당히 발전한 서역계의 인형극놀이가 중국을 거쳐 '곡독'이란 명칭으로 들어와 내용과 명칭상 합세한 '꼭두각시놀음'으로 된 것이 아닌가 추정하고 있다. '그림자 인형놀이'를 비롯하여 '망석중놀이' 등 전래했던 인형놀이가 모두 인멸하여 버리고 이제는 '꼭두각시놀음' 하나가 우리 민속인형극의 유일한 존재로서 남아 있는 형편이다.

### 꼭두각시놀음

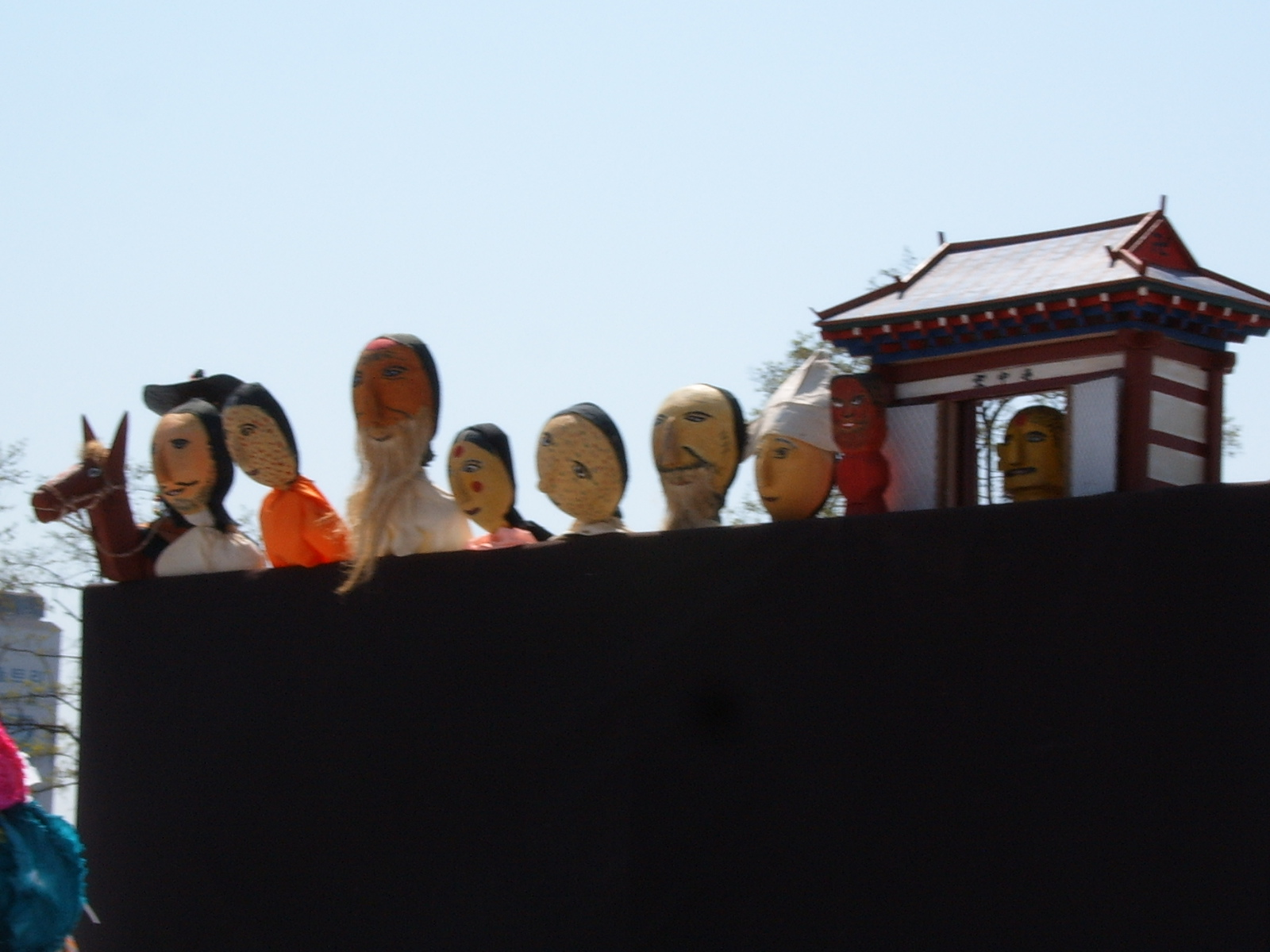
꼭두각시놀음 공연 (2007년 하이서울페스티벌)

꼭두각시놀음은 한국의 민속극 중 하나로, 꼭두각시놀음은 그 유래나 내용, 그리고 규모면에서 다른 어떤 나라의 민속인형극에 비하여도 손색이 없다고 평가되기도 한다. 1965년 문화공보부 문화재관리국에서 국가무형문화재 3호로 지정하였다. 지정 당시 명칭을 ‘꼭두각시놀음’으로 하였으며, 실제 연희자들이나 고로(古老)들은 '덜미'라는 이름을 쓰고 있어서 이를 토착적인 명칭으로 추측하기도 하였다.
꼭두각시놀음이 국가무형문화재로 지정된 것은 1964년 12월 7일인 바, 그 이전까지는 유랑연희집단인 남사당패들에 의하여 주로 그 명맥을 이어왔다. 일정한 주거 없이 전국을 떠돌았던 떠돌이패들에 의한 놀이였기 때문에 그 내용에 있어도 지역성이나 행사성(行事性)은 희박하고 다분히 민중취향의 내용을 짙게 품고 있다는 것이 이 놀이의 특징이기도 하다.

#### 특징
인형은 각 기관의 움직임을 인형 밑에서 손을 넣어 실로 조종하는 독특한 형태로 되어 있다.
꼭두각시놀음의 연희조종법(演戱操縱法)은 동양 인형극 계통의 특이한 성격으로 보이는 대잡이(인형 조종자)와 산받이(판소리의 고수와 비슷한 인형과의 대화자)가 서로 재담(臺詞)을 주고 받으며, 잽이(악사)의 장단을 타고 극을 진행하는 것이다. 이것은 한국 탈놀음에서 갖는 '마당굿' 형식의 놀이판과 극술을, 인형놀이를 위한 것으로 만든 형태이다.  모든 줄거리는 어느 특정한 작가의 작품이 아닌 민중의지의 표현으로, 시대 변화에 따라 그 내용을 민중사의 줄기와 같이 하고 있다.
또한 꼭두각시놀음은 유랑연희집단인 남사당패 놀이의 여섯 종목 중 제일 마지막 순서로서 이들 놀이가 서로 연계성을 가지고 있다. 즉 꼭두각시놀음은 풍물놀이, 버나(대접돌리기), 살판(땅재주), 어름(줄타기), 덧보기(탈놀음) 등의 순서 중 그 끝판에 노는 것이다.  꼭두각시놀음을 정확히 이해하려면 이 남사당패 놀이 6종목을 계속하여 보는 것이 유익하다. 40여 개의 인형과 10여 개의 소도구에 의하여 2시간 내외의 연희시간을 소요하는 이 인형놀이는 음악(풍물)·묘기(妙技：버나)·체기(體技：살판, 어름)·연극(덧보기) 등의 내용과 성격이 다른 다섯 종목 다음으로 가장 차분한 가운데 많은 뜻을 전하고 있다.

#### 연구방법
이 하나밖에 없는 민속인형극 꼭두각시놀음 역시 자칫 인멸되어 버리거나, 고전극화(古典劇化)할 위험을 내포하고 있다. 그러나 꼭두각시놀음은 민중의지를 통한 자생적인 전승력에 의하여 끝내 민속극의 범주를 벗어남이 없이 전승되어야 할 귀중한 재산이기에 결코 인멸되어서는 안 될 것이다. 한국의 민속인형극을 감상하고 연구하는 데는 중국·일본 및 동남아 여러 나라의 민속인형극들을 비교·연구하는 것이 바람직한 일인데, 이는 그 유입과정을 알려주고 또 하나의 문화권을 이해함에도 뜻을 갖는다. 그동안 한국의 민속인형극이 대다수 민중과의 관계를 제한받거나 차단된 채 너무 오래 떨어져 있었음은 앞에서도 지적한 바 있거니와, 이제라도 이것이 민중의지의 소산으로 다시 승화되어야 할 것이다.

#### 전승 및 보존
1900년을 전후로 안으론 조선왕조 봉건지배체제의 극대화한 모순과 밖으로는 제국주의 외세(外勢)의 침략으로 인하여 그 자생적(自生的)인 전승력을 박탈당한 채 버려져 있었기 때문에 그 모습이 생소해졌다. 일제강점기에는 서민들에게 인기가 있어서 전국 공연을 통하여 보존되었다.
이 놀이의 연희자로서의 수련은 많은 시간을 필요로 하는 것으로서 전공자에 의하여 그 조종법이 전수되어야 할 것이고 또 잽이(樂士)들의 장단에 있어서도 전공자의 출현이 요망된다. 해방 이후로는 전 남사당패 출신인 남형우와 양도일 등 두 노인이 10여명의 전수생을 지도하여 사라질 위기를 모면하였다. 1964년 문화공보부 문화재관리국에서는 남형우(南亨祐)·양도일·송창선을 인간문화재로 지정·위촉하였다. 이 밖에도 인간문화재로 위촉되지 않은 기능보유자로 최은창·지수문·이돌천 등이 있다.

### 망석중놀이
초기적인 민속인형극의 하나인 '망석중놀이'에 관하여는 1930년대까지 개성의 '초파일놀이'에 포함되어 왔음을 말하는 기록이 있다. 이와 같은 그림자 인형놀이와 관련시켜 생각나는 것을 들자면 그 이전인 신라의 팔관회와, 연등회(燃燈會)로 잡기(雜技)와 가무백희(歌舞百戱)가 있었다 하지만 그것이 후일의 '망석중놀이'와 비슷한 것인지, 그림자 인형놀이였는지 분간할 수가 없다. 막연히 그림자 인형놀이라고 짐작할 뿐 자세한 데까지는 미치지 못하고 있는 형편이다.

### 장난감인형놀이
초기적인 민속인형극의 하나이다. '장난감 인형놀이'의 경우 극으로서의 체계를 전하지 못한 채 인멸되어 버렸다. 그러나 지금까지도 시골에선 주로 어린이들이 '물곳풀'을 뜯어 남녀의 인형을 만들어 노는 것을 볼 수 있는데, 여기에서 그 편린을 엿볼 수 있다.

### 그림자인형놀이
초기적인 민속인형극의 하나. 이 놀이는 지금도 시골에 가면 그 편린이 남아 있다. 즉 등잔불을 이용하여 손으로 짐승이나 사람의 형태를 그림자로 그리는 것인데, 초보적인 그림자인형놀이에 그치고 있는 것이다.

### 각시놀이
초기적인 민속인형극의 하나. 소나무 껍질이나 호박·감자 등 적당한 자료를 선택하여 인형을 만들어 노는 것으로 일반적으로 '각시놀이'란 이름으로 전해지고 있다.

### 발탈
초기적인 민속인형극의 하나. 발탈(足假面)은 포장무대(布帳舞臺)와 같은 형식에서 놀았다고 하는데, 이것을 탈놀이로 보느냐 인형놀이로 보느냐 하는 것은 생존한 연희기능의 보유자가 없어 알 수 없다. 이 놀이는 지금부터 50∼60년 전까지는 간혹 놀았던 것으로 직접 구경했던 고로(古老)들의 회고에 의하면, 발탈의 구조가 덜미에서의 상좌(上佐)인형과 같이 포대괴뢰(布袋傀儡)임을 말하고 있음은 주목되는 것이다.

## 꼭두각시극의 연희본
1930년대에 이 방면의 선학(先學) 김재철(金在喆)에 의하여 민속인형극에 대한 최초의 논고가 그의 저서 <조선 연극사(朝鮮演劇史)>에서 다루어졌다. 또한 이 책의 부록으로 <조선인형극 꼭두각시극 각본>이 발표된 것이 꼭두각시놀음의 연희본으로는 최초의 것이다. 그 후 이 놀이가 쇠퇴 일로에 있었던 탓도 있지만 그 후의 새로운 채록본으로는 <노득필(盧得弼) 구술본(口述本)>과 <남형우·양도일 구술본>밖에 발굴되지 않고 있는 실정이다. 기존의 채록 연희본들은 8막(幕) 또는 10막으로 분석되고 있다. 이 점은 지금이라도 이 놀이가 갖는 독자적 극형식을 감안한 새로운 분석이 내려져야 함을 의미한다.
선학들에 의하여 처음 채록될 당시 어떠한 근거와 경위에 의하여 이러한 결과로 되었는지, 구술자의 증언이나 채록 경위에 대한 기록이 없어 알 수 없는 것이지만 현재 생존한 구술자들의 구술본(口述本)이나 그 전의 구술본이 내용상으로 일치하고 있는 것을 볼 때 다음과 같은 점에 대해서 생각하지 않을 수 없다. 즉 전통극의 채록 보존이라는 막중한 사명을 다하기 위해서는 '우리극'의 극형식상의 독자성에 대한 충분한 배려가 필요하다는 것이다. 전통극을 서구극의 상식적 골격 위에 수용·편입하는 식의 성급한 작업은 위험하기 짝이 없는 노릇이다.
이러한 예는 비단 '덜미'에 국한된 문제가 아니다. 초기의 민속극 채록과정에 있어서 등장인물이나 줄거리가 다소 달라지면 그대로 서구극 개념의 막(幕)으로 생각하는 것을 우리는 종종 볼 수 있었다. 끝으로 부언하는 것은 앞으로 철저한 조사를 벌인다면 새로운 연희본의 채록이 가능할 것이라는 점이다. 덜미를 전문적으로 놀아온 남사당패 외에도 일정한 거주지를 가졌던 광대(廣大)나 걸립패(乞粒牌)·산대도감패(山臺都監牌) 또는 지방민 중의 비전문적인 인형극 조종자들에 의하여 덜미의 연희가 있었기 때문이다. 최상수 채록본의 구술자 노득필은 남사당패가 아닌 위의 4자 중 하나가 아닌가 한다.
또 다른 예로는 최선묵(崔善默)의 증언인데, 그는 황해도 장연(長淵) 출신이다. 20세를 전후하여 황해도 해주에서 대소 명절이나 초청에 의하여 놀았던 덜미의 조종자로 홍성모(洪性模)·양만고(梁萬高)·오세인(吳世仁) 등을 기억하고 있는 것이다. 그들은 1945년 8·15광복 직후 광복기념으로 해주에서 연희한 바 있다고 전한다. 걸립패 출신의 덜미 조종자로는 현 덜미의 기능보유자로 지정되어 있는 송창선의 형인 송대선(宋大善)이 있으나 고령으로 직접 연희는 감당하지 못하고 있다. 이 밖에도 채록 발굴작업을 계속한다면 새로운 연희본이 나올 가능성이 충분히 있는 것이다.

## 현대 인형극
전통 꼭두각시놀음이 힘을 잃어간 것에 견줘, 서양에서 전해진 인형극은 서양에서 새 문물이 들어오면서 함께 들어와서 종교계, 교육계에서 쓰였다. 그러다가 한국전쟁 이후로 1960년에 《푸른 대지》가 원각사에서 공연되고, 방송국에서는 어린이용 인형극이 제작·방영되는 등, 다양한 인형극이 창작·시도되었다.
1966년에는 ‘꼭둑각시 놀음’이라는 제목으로 드라머·센터에서 고전 뮤지컬 인형극이 공연되었다.
1967년에는 《흥부와 놀부》가 애니메이션 인형극으로 제작되어 극장에서 개봉하였다.
한국방송공사에서는 《토끼와 승냥이》를 제작하여 1962년 1월부터 매일 10분간 방영하였고, 이어서 장편 인형극이 방영되었다. 이후 각 방송국에서 인형극이 방영되었는데, 초기에는 《소공녀》(1964년)·《집없는 천사》(1975년) 등 명작, 1970년대 중반부터는 《사명당》·《명장 김유신》(1976년)·《호동왕자》(동양방송, 1976년) 등의 역사물을 주요 소재로 하였고, 1970년대 후반부터는 《제트호 출동하라》(문화방송) 등의 모험·공상과학류가 등장하였다. 1980년대 이후로는 사람이 직접 인형 모양의 탈을 쓰고 연기하는 '탈인형극'이 유행하였고, 어린이 인형극의 방영이 줄어들었다.
1979년 9월, 이경희(李京姬, 1932- ) 씨가 국제꼭두극연맹[UNIMA] 한국본부를 설립하고 첫 회장직을 맡았다.
1982년 11월에는 조용수, 강승균, 안정의, 심우성, 서인수 등이 중심이 되어 한국인형극협회를 세웠고, 1984년 제1회 서울국제인형극제를 열기도 했다.
1989년에는, 인형극인인 강승균, 안정의와 문화기획자 강준혁, 강준택 등이 중심이 되어 제1회 춘천인형극제를 열어 지금껏 이어오고 있다.

## 같이 보기
- 인형극

## 참고 자료
- 이 문서에는 다음커뮤니케이션(현 카카오)에서 GFDL 또는 CC-SA 라이선스로 배포한 글로벌 세계대백과사전의 내용을 기초로 작성된 글이 포함되어 있습니다.